# Forte Longueuil
O Forte Longueuil era um forte de pedra que ficava, de 1690 a 1810, em Longueuil, Canadá.